# マリナ・ヴラディ
マリナ・ヴラディ（Marina Vlady, 本名: Marina De Poliakoff-Baïdaroff, 1938年5月10日 - ）は、フランス・オー＝ド＝セーヌ県のクリシー出身の女優である。マリナ・ブラディの表記もある。

## 来歴
父親はロシア人画家で、4人姉妹の末っ子に生まれるが、姉妹は4人とも女優になった。
1954年シュザンヌ・ビアンケッティ賞を受賞し、1963年の映画『女王蜂』でカンヌ国際映画祭 女優賞を受賞。
彼女は離婚と死別や再婚の繰り返しで4度結婚しているが、1970年に結婚したソビエト連邦の歌手・詩人であるヴラジーミル・ヴィソツキーとは彼が1980年に亡くなるまで一緒であった。
1966年4月に来日している。1992年、日本映画『おろしや国酔夢譚』（佐藤純彌監督）にエカテリーナ2世役で出演し、緒形拳らと共演した。

## 主な出演作品
- 洪水の前 Avant le déluge (1954)
- 恋愛時代 Giorni d'amore （1954）
- 不良の掟 Pardonnez nos Offenses (1956)
- 罪と罰 Crime et châtiment (1956)
- クレーヴの奥方 La Princesse de Clèves (1961)
- 飾り窓の女 La fille dans la vitrine (1961)
- 女王蜂 L'Ape Regina (1963)
- 黒い情事 Les Bonnes Causes (1963)
- モナリザの恋人 Il ladro della Gioconda (1965)
- 彼女について私が知っている二、三の事柄 2 Ou 3 Choses Que Je Sais D'Elle (1966)
- オーソン・ウェルズのフォルスタッフ Falstaff Chimes at Midnight (1966)
- 哀愁のパリ Sapho (1970)
- バグダッドの盗賊 The Thief of Baghdad (1978)
- スプレンドール Splendor (1989)
- おろしや国酔夢譚 (1992)
- 復活 Resurrezione (2001) テレビシリーズ

## 日本のテレビ番組出演
- スター千一夜（フジテレビ、1966年5月24日）